# فتوات بولاق (فلم)
فتوات بولاق، فيلم دراما من إنتاج 1981 وتم عرضه في 19 يناير من نفس العام، الفيلم من تأليف نجيب محفوظ، سيناريو وحوار وحيد حامد، وإخراج يحيى العلمي، وبطولة فريد شوقي ونور الشريف وبوسي وسعيد صالح ومجموعة أخرى من الفنانين، ومدة الفيلم ساعتان.

## القصة
يدخل ميمون (فريد شوقى) «فتوة» بولاق في صدام مع عطوة (الطوخى توفيق) «فتوة» العطوف، فيسبب ذلك فقدان ميمون لذراعه اليسرى وتقاعده وتسليم الراية لعباس عيله (حسن حامد) تلميذه. محروس (نورالشريف) صبى مبيض نحاس يعمل هو وصديقه بيومى (سعيد صالح) عند المعلم دسوقى (جمال إسماعيل) ويحب حميدة (بوسى) بائعة الغوايش ابنة إنشراح الداية (نبيله السيد). يكره محروس مهنته ويريد الإنضمام إلى المعلم عباس لتحقيق المركز والثراء السريع، فيذهب إلى المعلم ميمون ليتوسط له عند المعلم عباس الذي يأمره بقتل حميدة ليقتل داخله مشاعر الحب وينمى داخله الطاعة العمياء. يرفض محروس قتل حبيبته، فيتوعده عباس بأن ينتقم منه، فيهرب لمكان مجهول لا يطلع عليه أحد سوى صديقه بيومى، والذي يوصيه على حبيبته حميدة. تشجع إنشراح إبنتها حميدة على الزواج من بيومى بعد هروب محروس، كما تشجع بيومى على الزواج من إبنتها، وذلك ليخلو لها الجو لتبحث هي الأخرى عن زوج تغريه بأموالها التي إدخرتها من أجل ذلك. عمل محروس في أحد مصانع الطوب، ويزوره بيومى من حين لأخر ويطلعه على الأخبار. علم بيومى أن محروس لن يستطيع العودة مرة أخرى فطمع في الزواج من حميدة التي شجعته على ذلك، وسرقت أموال أمها وأعطتها له للإحتفاظ بها حتى يتزوجا. قرر عطوه فتوة العطوف المرور بزفة في منطقة نفوذ عباس عيله متحديا إياه، فقرر عباس إنتظاره والإنتقام منه لما فعله بإستاذه ومعلمه ميمون، وعلم محروس من بيومى بأمر المواجهة فجاء في الميعاد متخفيا وإندس بين جموع المتقاتلين وتمكن من طعن عباس من الخلف وقتله، بينما تمكن ميمون من الانتقام من عطوه بفقع عينه. أثناء عودة محروس متخفيا رأى حميدة حبيبته في أحضان بيومى صديقه في مكان مهجور، فقرر الانتقام. زار بيومى صديقه محروس وطلب منه العودة بعد مصرع المعلم عباس، ولكن محروس رفض وطلب منه أن يبلغ حميدة بعدم عودته ويطلب منها ان تسعى لمصلحتها وتتزوج من غيره، وفرح محروس بهذا الخبر وطلب من حميدة سرعة الزواج وأنه سيحضر الليله لخطبتها من أمها. وأثناء شراء حميدة الحلى المعدنية من التاجر صارحها إبنه أحمد (محمود الحفناوى) برغبته في الزواج منها، فوافقت. جاء بيومى ليلا لخطبة حميدة ولكن امها قالت له كل شئ قسمه ونصيب، ثم جاء حموده (حسنى عبد الجليل) لأن زوجته تلد، فذهبت معه وتركت بيومى مع حميدة التي طلبت من بيومى نقودها. غادر بيومى وجاء محروس متخفيا وقتل حميدة. إكتشفت إنشراح مصرع إبنتها وإختفاء كل أموالها، فإتهمت بيومى الذي عثر البوليس على الأموال لديه فثبتت التهمة عليه وتمت محاكمته ونال حكم الإعدام، بينما فقد محروس عقله لفقده حبيبته وصديقه.

## ردود الفعل
يأتى فريد شوقى على رأس الفنانين الذين قدموا شخصية الفتوة الشرير في فيلم «فتوات بولاق»، كما يرجع بعض النقاد ومؤرخو السينما بداية موجة «أفلام الفتوات» إلى إلى هذا العمل.
قال وحيد حامد أنه استوحى الفيلم من إحدى قصص مجموعة «حكايات حارتنا» لنجيب محفوظ، وجاء بعيدا كل البعد عن رؤية محفوظ للفتوة وعن عالم محفوظ، واجه الفيلم نقدا كاسحا دفع المؤلف إلى الاعتذار عنه قائلا: «هو من الأفلام التي لا أحب الحديث عنها وقد أسقطته من حساباتي».